# Monteverdi Hai 650 F1
De Monteverdi Hai 650 F1 is een prototype van de Zwitserse autofabrikant Monteverdi. Deze supercar met middenmotor debuteerde in 1992 op het Autosalon van Genève.

## Geschiedenis
Begin jaren negentig besloot Peter Monteverdi om opnieuw in de auto-industrie te stappen. Daarom had hij een blikvanger nodig die meteen de aandacht zou trekken, net zoals de Hai 450 SS dat in 1970 gedaan had. Om dit te bereiken gebruikte hij Formule 1-technologie van zijn opgedoekte Onyx-Monteverdi F1-team in het ontwerp van de Monteverdi Hai 650 F1.
In 1992 werd de Hai 650 F1 aan het grote publiek voorgesteld op het Autosalon van Genève.  Dit blauwpaars exemplaar beschikte niet over een motor en diende alleen als tentoonstellingsmodel. In 1995 werden wel twee knalrode werkende prototypes gebouwd. 
De Hai 650 F1 is niet gehomologeerd voor de openbare weg en is derhalve alleen geschikt voor gebruik op het circuit. Er werden geen exemplaren aan klanten verkocht. Een van de prototypes bevindt zich in het Zwitsers Nationaal Transportmuseum in Luzern.

## Ontwerp
De Hai 650 F1 maakt gebruik van het chassis en de motor uit de Formule 1-racewagens van het voormalige Onyx-Monteverdi F1-team, waarvan Peter Monteverdi eigenaar was. De 3,5L Cosworth DFR V8-motor produceerde bijna 650 pk. De aandrijflijn en de transmissie, een zesbak van Hewland, werden ook overgenomen.
De wagen heeft een gestroomlijnde coupé-carrosserie en maakt gebruikt van een monocoque in koolstofvezel, wat voor een totaalgewicht van slechts 850 kg zorgt. In combinatie met de Formule 1-motor is dat naar verluidt goed voor een topsnelheid van 335 km/u en een spurt van 0 naar 100 km/u in iets meer dan 3 seconden.

## Galerij

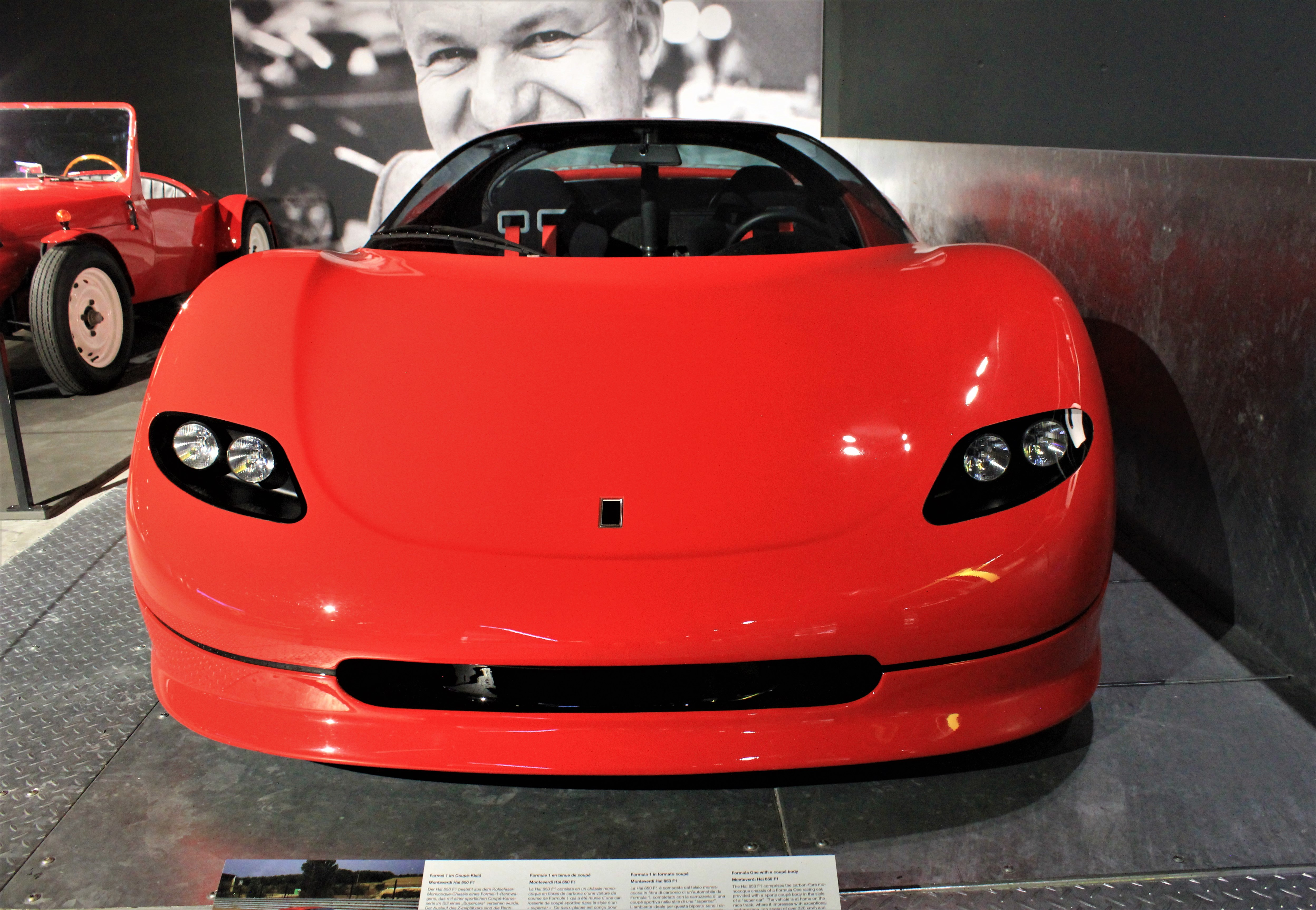
Hai 650 F1, vooraanzicht
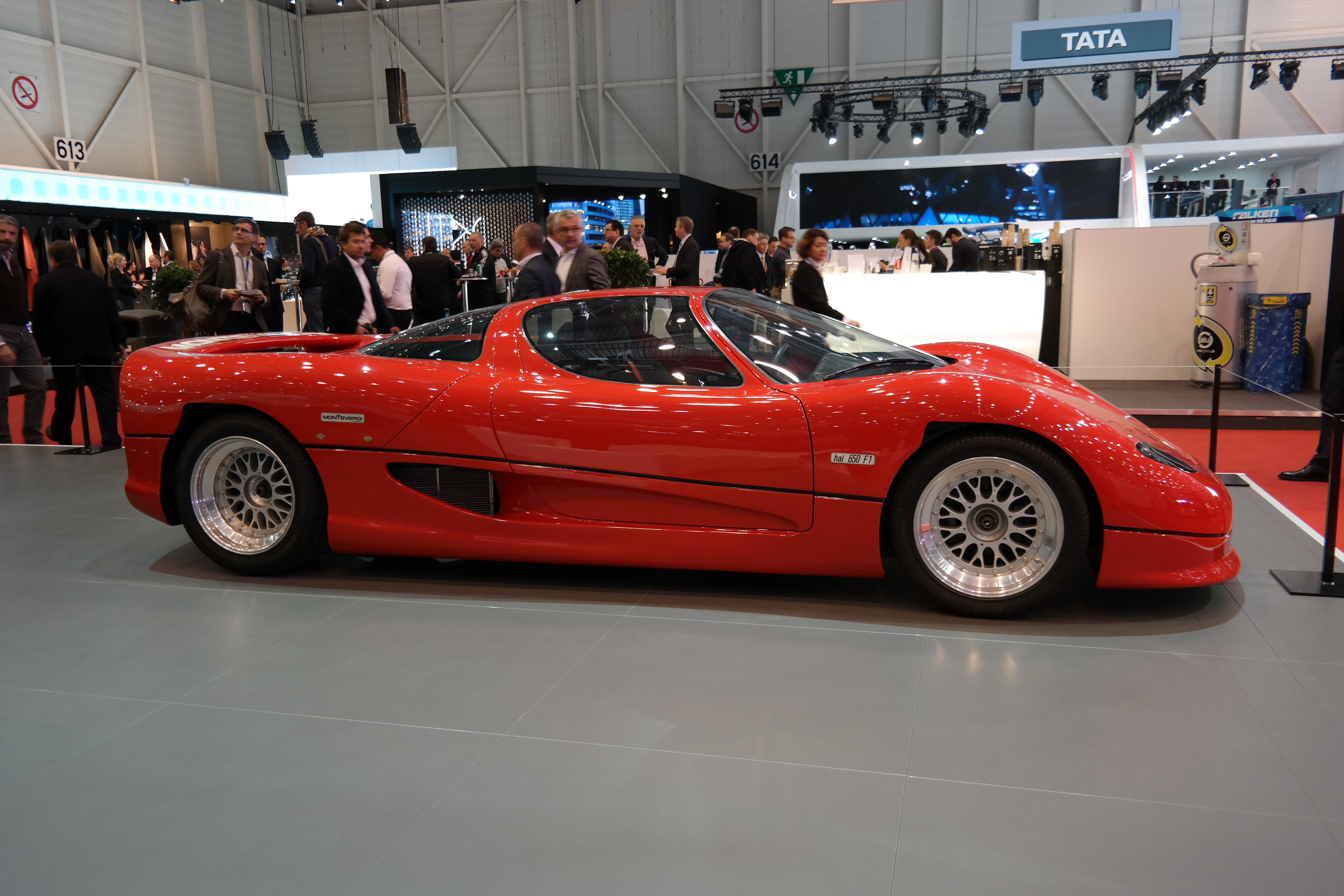
Hai 650 F1, zijaanzicht
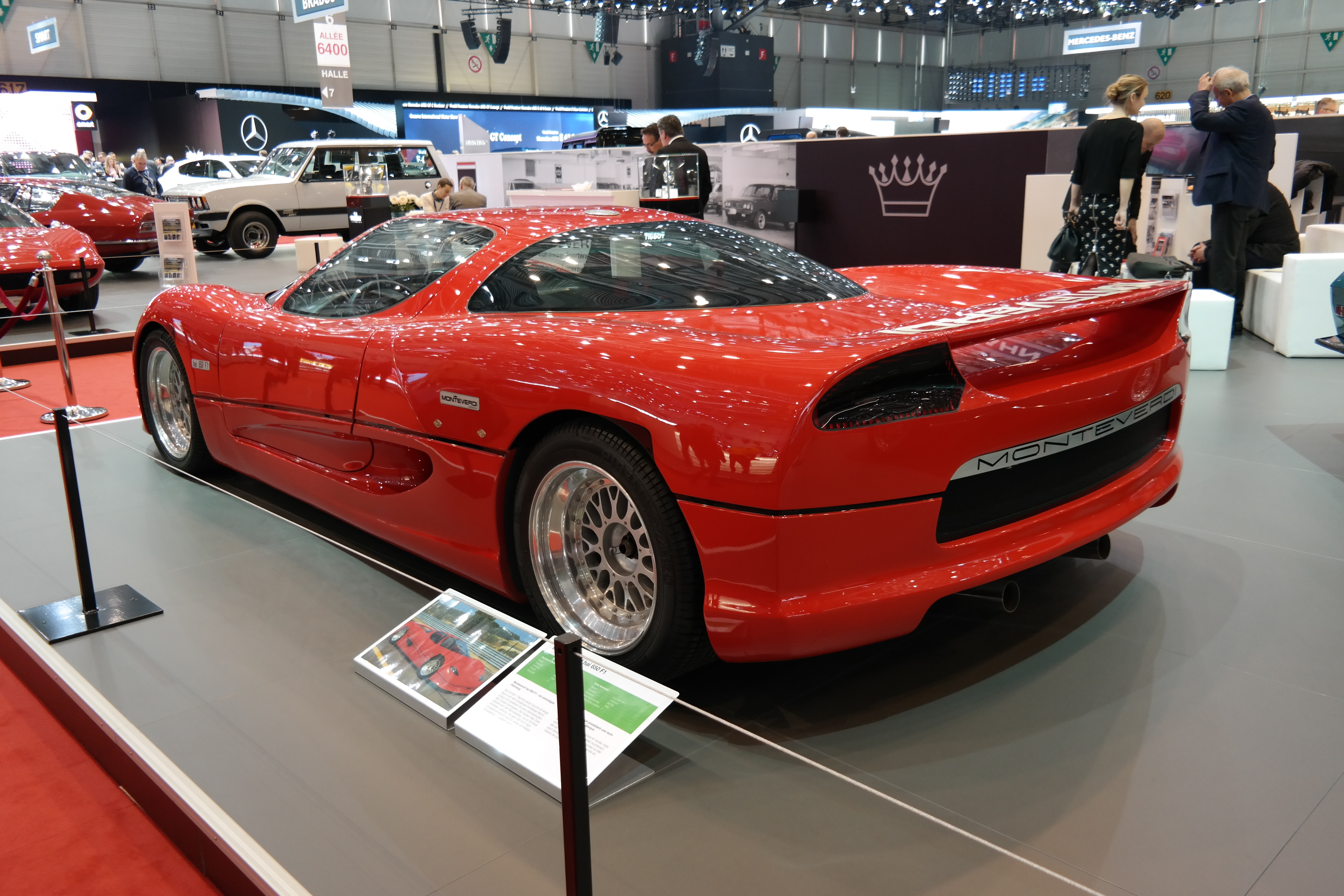
Hai 650 F1, achteraanzicht
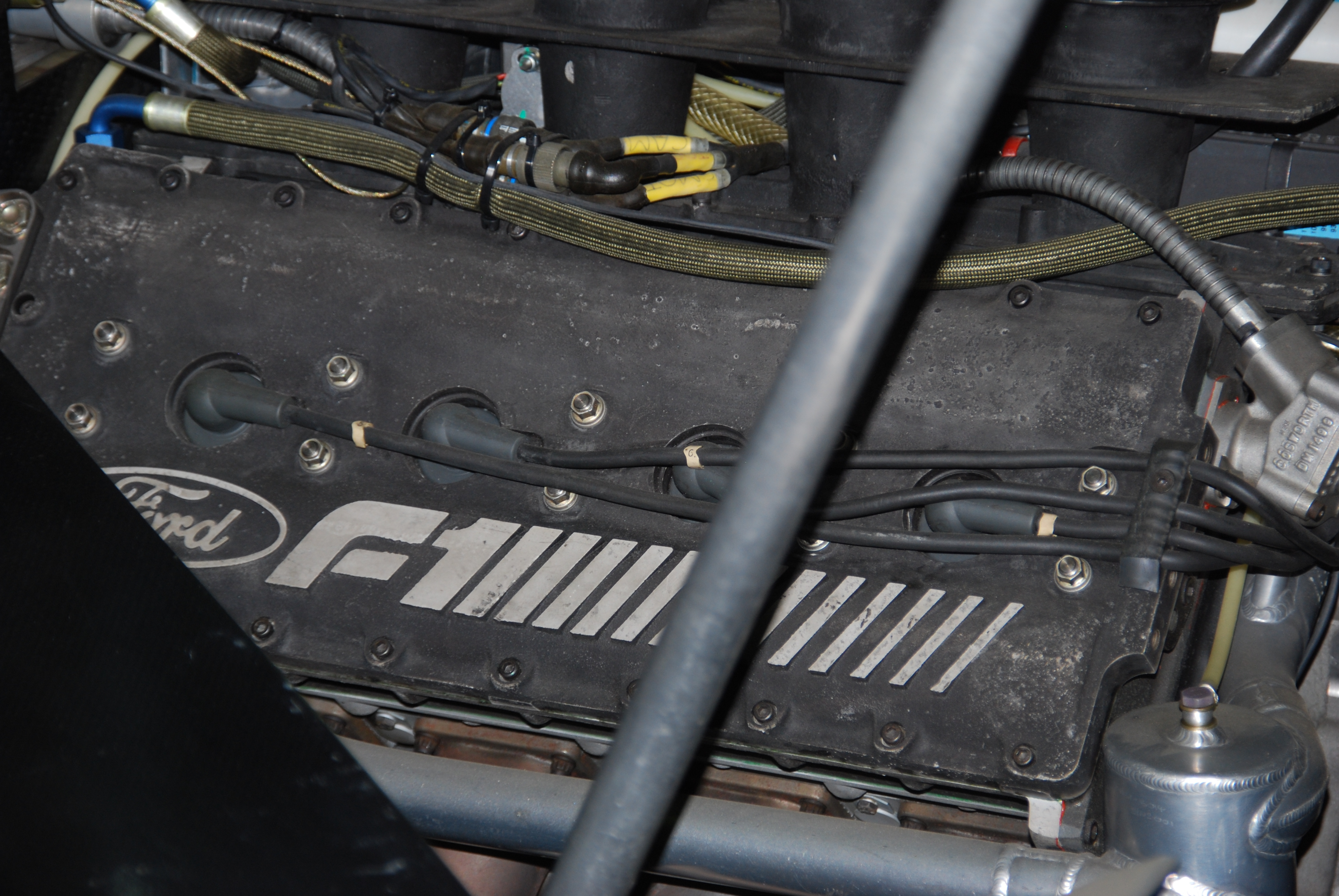
Ford-Cosworth Formule 1-motor